# Guya Vavassori
Guya Vavassori (Alzano Lombardo, 14 settembre 1995) è una calciatrice italiana, di ruolo difensore.

## Carriera
Guya Vavassori si appassiona al calcio già dalla giovanissima età e, dopo aver giocato con i maschietti nelle formazioni miste, raggiunti i limiti d'età decide di tesserarsi con l'Atalanta, avendo così l'opportunità di continuare la carriera nelle giovanili della squadra nerazzurra. Inserita nella formazione che partecipa al Campionato Primavera, riesce a mettersi in luce, ricevendo fiducia dalla società che decide di inserirla in rosa nella prima squadra nella stagione 2010-2011, facendo il suo debutto in Serie A2 il 1º maggio 2011, alla 20ª giornata di campionato, nell'incontro vinto per 3-1 sulle avversarie dell'Alessandria. Vavassori rimarrà legata alla società in maglia nerazzurra anche i le successive stagioni fino al termine della stagione  successiva, che vede la società rinunciare a iscrivere la squadra per concentrarsi esclusivamente nel settore giovanile svincolando tutte le proprie tesserate. Vavassori si congeda dalla società con un tabellino di sole due presenze in campionato.
Durante il calciomercato estivo 2012 raggiunge un accordo con l'Anima e Corpo Orobica, società allora iscritta al campionato di Serie A2 2012-2013, con la quale alla sua seconda stagione raggiunge il primo posto in classifica del girone B del campionato di Serie B 2013-2014, festeggiando con le compagne la storica promozione in Serie A e il suo personale ritorno al livello di vertice del campionato italiano.

## Palmarès
- Campionato italiano di Serie B: 2

Anima e Corpo Orobica: 2013-2014
Orobica Bergamo: 2017-2018
- Campionato italiano di Serie C: 1

ASD Cortefranca: 2020-2021